# Coccophagus amblydon
Coccophagus amblydon är en stekelart som beskrevs av Compere 1937. Coccophagus amblydon ingår i släktet Coccophagus och familjen växtlussteklar.
Artens utbredningsområde är Uganda. Inga underarter finns listade i Catalogue of Life.